# Camille Parmesan

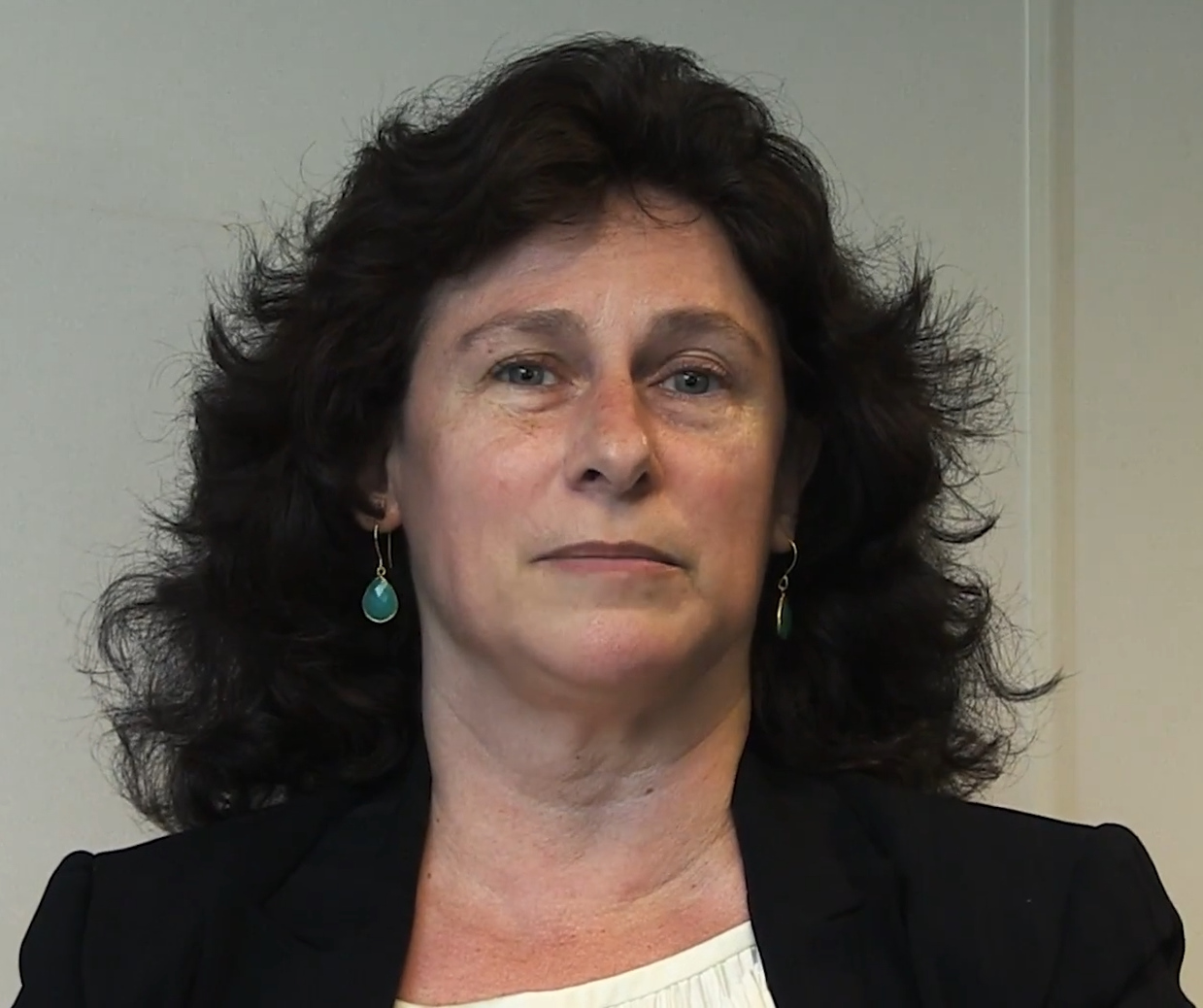
Camille Parmesan, 2017

Camille Parmesan (* 1961) ist eine US-amerikanische Ökologin, die sich auf die Auswirkungen der globalen Erwärmung auf die Biodiversität spezialisiert hat. Sie hat als eine der ersten nachgewiesen, dass sich der Lebensraum einer Tierart aufgrund der globalen Erwärmung verändert.
Sie ist Professorin an der University of Plymouth sowie an der Station d'Écologie Théorique et Expérimentale (SETE), einer gemeinsamen Forschungseinheit des CNRS und der Universität Paul Sabatier in Toulouse. Sie ist außerdem Professorin an der University of Texas at Austin.

## Leben
Camille Parmesan erwarb 1984 einen Bachelor in Zoologie an der Universität von Texas (UT) in Austin und promovierte dort 1995 in Biologie. Sie arbeitete anschließend als Postdoc an der University of California, Santa Barbara. Sie kehrte sie im Jahr 2000 als Assistenzprofessorin an die UT Austin zurück. Im Jahr 2010 trat sie eine neue Stelle an der Universität Plymouth an. Seit 2011 ist sie Professorin an der University of Plymouth und an der UT Austin.
Nachdem Präsident Donald Trump 2017 den Rückzug der USA aus dem Übereinkommen von Paris angekündigt hatte, gehörte sie zu den 18 Wissenschaftlern, die auf Einladung von Emmanuel Macron im Rahmen des Programms „Make Our Planet Great Again“ nach Frankreich zogen. Seitdem arbeitet sie beim CNRS, wo sie in der Station für theoretische und experimentelle Ökologie in Moulis die Auswirkungen des Klimawandels auf die Arten untersucht.

## Forschung
Parmesans Forschung befasst sich mit den Reaktionen der Biodiversität auf den globalen Klimawandel. Sie hat in den 1990er Jahren eine erste Studie veröffentlicht, die belegt, dass Arten aufgrund des Klimawandels ihre Lebensräume verändern. Ihre Arbeit über den Schmetterling Euphydryas editha wurde als Beginn einer „Revolution in der Wissenschaft“ beschrieben. Sie wies nach, dass dieser Schmetterling aufgrund der globalen Erwärmung nach Norden wandert oder in höhere Lagen ausweicht, um überleben zu können. Diese Arbeit war wegweisend: Andere Forscher stellten das gleiche Phänomen bei unzähligen anderen Arten fest, z. B. bei Korallen, Rotfüchsen oder Pilzen. Sie selbst untersuchte 1.500 Tier- und Pflanzenarten und stellte fest, dass die Hälfte von ihnen die geografische Region wechselte und zwei Drittel eine jahreszeitliche Verschiebung erlebten.
2003 veröffentlichte sie in der Fachzeitschrift Nature einen Artikel mit dem Titel „A global coherent fingerprint of climate change impacts across natural systems“ (Ein global kohärenter Fingerabdruck der Auswirkungen des Klimawandels in natürlichen Systemen), den sie gemeinsam mit Gary Yohe verfasste. Dieser Artikel war mit über 3.000 Zitaten im Jahr 2015 und 6.000 Zitaten im Jahr 2020 der am häufigsten zitierte Artikel zum Klimawandel.
Camille Parmesan hat mehr als 20 Jahre lang für das Intergovernmental Panel on Climate Change (IPCC) gearbeitet. Sie war koordinierende Hauptautorin für den sechsten Sachstandsbericht des IPCC.

## Preise und Auszeichnungen
- 2006: Conservation Achievement Award in Science der National Wildlife Federation[13]
- 2013: Distinguished Scientist der Texas Academy of Science[1]
- 2013: Fellow der Ecological Society of America[14]
- 2015: Marsh Award for Climate Change Research[15]
- 2018: Aufnahme in die Europäische Akademie der Wissenschaften[16]
- 2019: Fellow der Royal Entomological Society of London[12]
- 2024: BBVA Foundation Frontiers of Knowledge Award in der Kategorie "Klimawandel".[17]